# Hans Meinhard von Schönberg
Graf Hans Meinhard von Schönberg (* 28. August 1582 in Bacharach; † 3. August 1616 in Heidelberg) war kurpfälzischer und kurbrandenburgischer Feldobrist und Hofmeister des Kurfürsten Friedrich V. von der Pfalz.

## Leben
Hans Meinhard von Schönberg wurde 1582 in Bacharach geboren, wo sein Vater, Meinhard von Schönberg, Feldmarschall des Pfalzgrafen Kasimir und zugleich Amtmann war.
Hans Meinhard wird im öffentlichen Leben zuerst im Jahr 1609 genannt, als Kurfürst Friedrich IV. von der Pfalz ihn seinem Gesandten nach Österreich nachschickte, der den Auftrag hatte, die Landesherren in den kaiserlichen Staaten mehr und mehr dem Haus Habsburg zu entfremden. Schönberg scheint seine Aufgabe gut erledigt zu haben, denn bald darauf sandten ihn Brandenburg und Pfalz-Neuburg in die Niederlande, um die Generalstaaten zum aktiven Eingreifen in den Jülichschen Erbfolgestreit zu veranlassen und auch Geschütze von ihnen zu leihen. Dankschreiben seiner Auftraggeber beweisen, dass er auch diese Aufgabe gut erledigte.
Bald darauf nahm Schönberg in Düsseldorf an den Verhandlungen mit dem französischen Gesandten Bongars teil und erhielt das Kommando über das den Fürsten von den Holländern überlassenen Regiment. Ab 5. Februar 1610 hieß er „der unirten Kur- und Fürsten bestallter Oberster“. In einer Instruktion vom 24. Juni 1610 wird er „Gubernator (d.i. Gouverneur) von Düsseldorf“, was er seit dem 1. Oktober 1609 war, und „Obrister“ genannt. In beiden Stellungen bezog er hohe Gehälter, musste aber auch sein zahlreiches Personal damit unterhalten.
Er war an der Vorbereitung der Geltendmachung der beteiligten Fürsten auf die Jülichsche Erbschaft beteiligt und trug bei der Belagerung von Jülich als „Obrister über die Artillerie, Fortification und ein Regiment Fußvolk“ entscheidend zum Gelingen dabei. Am 2. September 1610 musste der Kommandant der Stadt, Rauschenberg, dieselbe an die Belagerer übergeben. Schönberg verzichtete auf seinen Anteil an der Kriegsbeute und belohnte die Leistungen seiner Offiziere durch Medaillen, die er zu diesem Zweck schlagen ließ. Seinen Kriegsherren half er außerdem durch Herleihen ansehnlicher Geldsummen.
Am 22. Februar 1611 trat er in den Dienst des Kurfürsten Johann Sigismund von Brandenburg, der ihm die Errichtung und den Oberbefehl eines in seinen rheinischen Besitzungen aufzustellenden Artilleriekorps übertrug. Garnison des Korps war Wesel. Im Frühjahr 1611 sandte ihn der Kurfürst nach Böhmen zu Erzherzog Matthias, um den Bruch zwischen diesem und dessen Bruder Kaiser Rudolf II. zu erweitern (Bruderzwist). Dann ging er im Auftrag der Union nochmals nach dem Haag. Danach darauf wollte Kurfürst Johann Sigismund ihn mit nach Preußen nehmen, was ihm aber anscheinend seine Verpflichtungen gegenüber Kurpfalz nicht gestatteten, denn gleichzeitig überwachte er den Festungsbau in Mannheim und am 1. November 1611 wurde er zum Hofmeister (d. i. Erzieher) des Kurprinzen und künftigen Kurfürsten Friedrich bestellt.
Daneben übernahm Schönberg vielfache diplomatische Sendungen im Interesse der Union und einzelner Fürsten in Brüssel, im Haag und 1612 in England zum Zweck der Ratifikation des Ehevertrages zwischen dem Kurprinzen und Elisabeth Stuart. Bei dieser Gelegenheit wurde er großbritannischer Rat und erhielt eine Jahrespension von 400 Pfund.
Auf dieser Reise lernte er Anna Sutton-Dudley, die Tochter des 5. Baron Dudley, kennen, die er am 22. März 1615 in London heiratete. Noch im Dezember desselben Jahres wurde sein einziges Kind aus dieser Ehe, der künftige Feldherr und Marschall von Frankreich, Friedrich von Schomberg in Heidelberg geboren. Seine Frau Anna starb nur wenig später.
Vielen der Fürsten, mit denen er zu tun hatte, schoss Schönberg Geld vor, wogegen diese ihm Zölle, Ländereien und Kleinodien verschrieben. Mit dem Markgrafen Georg Wilhelm von Brandenburg, dem Administrator in Kleve und Jülich, geriet er wegen seiner Forderungen häufig in Streit. Der Kurfürst verpfändete ihm schließlich seine gesamte Artillerie gegen eine Forderung von 23.572 Talern. 1615 stand Schönberg dem Herzog Friedrich Ulrich von Braunschweig-Wolfenbüttel bei der Belagerung der Stadt Braunschweig mit seinem Rat zur Seite. Der Herzog hatte ihn „als einen fürnehmen und verständigen Kriegsofficier“ zu diesem Zweck vom Kurfürsten erbeten und zahlte ihm für seine Dienste ein Honorar von 15.000 Talern.
Hans Meinhard von Schönberg starb in Heidelberg, seinem gewöhnlichen Wohnsitz, am 3. August 1616.